# WFV-Pokal 1978/79
Der WFV-Pokal 1978/79 war eine Austragung des Pokalwettbewerbs der Männer im württembergischen Amateurfußball. Der Landesligist VfR Aalen holte durch einen 1:0-Erfolg im heimischen VfR-Stadion im Rohrwang über den zwei Spielklassen höher antretenden Oberligisten FV Biberach zum zweiten Mal nach 1972 den Titel. Titelverteidiger 1. FC Eislingen war bereits in der zweiten Runde an der SpVgg Au/Iller gescheitert.
Neben den beiden Finalisten qualifizierten sich die Halbfinalisten 1. Göppinger SV und SpVgg Au/Iller sowie der TSV Ofterdingen und der Heidenheimer SB als Sieger einer Ausscheidungsrunde zwischen den weiteren vier Viertelfinalisten für den DFB-Pokal 1979/80. Der Pokalsieger aus Aalen schied auswärts beim Zweitligisten SG Union Solingen nach einer 1:3-Niederlage in der ersten Runde aus, ebenso scheiterten Heidenheimer SB durch eine Heimniederlage gegen Hertha BSC, der TSV Ofterdingen bei den Stuttgarter Kickers sowie der FV Biberach beim Bundesligisten Borussia Mönchengladbach mit einer 1:2-Niederlage „auf dem Bökelberg“ denkbar knapp. Der 1. SV Göppingen erreichte nach Erfolgen über TuS Neuendorf und die FT Geestemünde die 3. Hauptrunde, in der sich der spätere DFB-Pokalsieger Fortuna Düsseldorf als zu stark erwies. Die SpVgg Au/Iller setzte sich in der ersten Runde im Wiederholungsspiel gegen den VfB Gaggenau durch, ehe ebenso mit der SpVgg Bayreuth ein Zweitligist im Auswärtsspiel die zu hohe Hürde war.

## Achtelfinale
|                 | Ergebnis  |                              |
| --------------- | --------- | ---------------------------- |
| TSV Ofterdingen | 1:0       | FV Ravensburg                |
| SpVgg Au/Iller  | 7:5 n. E. | VfL Schorndorf               |
| TSV Bernhausen  | 0:1 n. V. | TSVgg Stuttgart-Münster      |
| FV Biberach     | 1:0       | Stuttgarter Kickers Amateure |
| VfR Heilbronn   | 2:1       | SV Rot                       |
| Heidenheimer SB | 2:1       | Union Böckingen              |
| VfR Aalen       | 2:0       | VfL Sindelfingen             |
| 1. Göppinger SV | 5:0       | TSV Allmendingen             |

## Viertelfinale
|                 | Ergebnis  |                         |
| --------------- | --------- | ----------------------- |
| Heidenheimer SB | 1:3       | 1. Göppinger SV         |
| VfR Heilbronn   | 1:2       | SpVgg Au/Iller          |
| FV Biberach     | 3:2 n. V. | TSVgg Stuttgart-Münster |
| VfR Aalen       | 1:0 n. V. | TSV Ofterdingen         |

Ausscheidungsspiele zur Ermittlung der weiteren WFV-Teilnehmer am DFB-Pokal
|                 | Ergebnis  |                         |
| --------------- | --------- | ----------------------- |
| TSV Ofterdingen | 4:3 n. V. | TSVgg Stuttgart-Münster |
| Heidenheimer SB | 3:0       | VfR Heilbronn           |

## Halbfinale
|                 | Ergebnis |             |
| --------------- | -------- | ----------- |
| 1. Göppinger SV | 0:1      | FV Biberach |
| SpVgg Au/Iller  | 0:3      | VfR Aalen   |

## Endspiel
| VfR Aalen                                      | VfR Aalen | FV Biberach | FV Biberach |
| ---------------------------------------------- | --- | --- | ----------- |
| VfR Aalen                                      | \| 4. Juni 1979 in VfR-Stadion im Rohrwang, Aalen \| \| Ergebnis: 1:0 (0:0) \| \| Zuschauer: 1300 \| \| Schiedsrichter: Dieter Walheim (Stuttgart) \|                                                                         | \| 4. Juni 1979 in VfR-Stadion im Rohrwang, Aalen \| \| Ergebnis: 1:0 (0:0) \| \| Zuschauer: 1300 \| \| Schiedsrichter: Dieter Walheim (Stuttgart) \|                                                  | FV Biberach |
| VfR Aalen                                      | Kraus – Achim Skalitzki, Harald Schuster, Günther Huber, Otto Hammele, Stojan Grabovski, Joachim Zeller, Reinhold Nagel, Gerhard Körner (87. Gregorius), Götz, Roland Schneider (75. Rainer Potschak) Cheftrainer: Rudi Abele | Max Mast – Wolfgang Löbl, Rudolf Ehrlicher, Dragan Marković, Herbert Sauter, Karl-Heinz Fischer, Wahl (55. Seki), Horst Pleyer, Hans Michelberger, Bruno Seiler, Uli Frommer Cheftrainer: Heinz Becker | FV Biberach |
| VfR Aalen                                      | 1:0 Körner (76.) | | FV Biberach |
| 4. Juni 1979 in VfR-Stadion im Rohrwang, Aalen | | |             |
| Ergebnis: 1:0 (0:0)                            | | |             |
| Zuschauer: 1300                                | | |             |
| Schiedsrichter: Dieter Walheim (Stuttgart)     | | |             |